# Anatolij Gekker
Anatolij Il'ič Gekker, (in russo Анатолий Ильич Геккер?) (Tiflis, 25 agosto 1888 – Mosca, 1º luglio 1937), è stato un generale sovietico.

## Biografia
Nato da una famiglia di medici militari a Tbilisi in Georgia, si diploma a San Pietroburgo nel 1909 e per un piccolo periodo ha frequentato anche un'accademia militare. Durante la prima guerra mondiale si unì all'Armata Rossa, di cui è stato comandante e con cui ha raggiunto il grado massimo di Komkor. Ha ricoperto vari incarichi come comandante durante l'invasione sovietica della Georgia. Ha ricevuto anche la decorazione dell'Ordine della Bandiera rossa e dell'Ordine di Sant'Anna.
Fu giustiziato durante la Grande Purga nel 1937 e riabilitato nel 1956.